# Singa neta
Singa neta är en spindelart som först beskrevs av O. Pickard-Cambridge 1872.  Singa neta ingår i släktet Singa och familjen hjulspindlar. Inga underarter finns listade i Catalogue of Life.